# 特魯多韋 (基利亞區)
45°37′6″N 29°23′48″E / 45.61833°N 29.39667°E

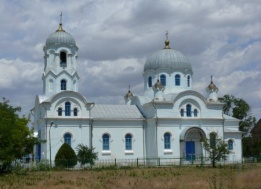

特魯多韋（烏克蘭語：Трудове）是位於烏克蘭西南部的村莊，由敖德萨州伊茲梅爾區的基利亞市鎮負責管轄。該村始建於1818年，面積2.64平方公里，海拔高度13米，2001年人口1,487，人口密度每平方公里563.26人。